# Kaavi (Estonie)
Kaavi est un village de la commune de Saaremaa (jusqu'en octobre 2017 commune de Torgu) du comté de Saare en Estonie.